# Manuela Varella Cid
Manuela Varella Cid (Lisboa, 13 de março de 1938) é uma bailarina, coreógrafa e professora de ballet clássico portuguesa.
É diplomada com distinção em Bailado pelo Conservatório Nacional de Lisboa tendo sido aluna de Margarida de Abreu, a primeira a dedicar-se à formação de bailarinos profissionais em Portugal.
Foi bailarina solista do Círculo de Iniciação Coreográfica, do Grupo Experimental de Ballet e do Centro de Estudos de Bailado, os grupos embrionários de formação de bailarinos clássicos profissionais em Portugal.
Coreógrafa registada na Sociedade Portuguesa de Autores com diversas obras entre as quais as de um novo estilo a que denominou “Oração em Movimento”. É uma coreógrafa versátil e prolifera sendo as suas obras baseadas não só em música clássica mas também em fados, música pop, tangos ou música espanhola.
É professora registada pela Royal Academy of Dance. Tem uma carreira de mais de cinco décadas como professora de ballet clássico, continuando a lecionar em vários colégios de Lisboa. 

## Biografia

### Primeiros anos
Em menina praticou dança rítmica com a Madame Sosso Dukas-Schau, professora de nacionalidade grega radicada em Portugal. Nessa fase dançou aos doze anos no palco do Teatro Nacional D. Maria II o bailado Trềs princesinhas dançavam, e aos treze anos As andorinhas.
Aos catorze anos começou a ter aulas com a professora Margarida de Abreu, pioneira do ensino do ballet clássico em Portugal e a primeira a dedicar-se à formação de bailarinos profissionais. D. Margarida de Abreu criou em 1944 o Círculo de Iniciação Coreográfica (CIC) com o objetivo de formar bailarinos para a sua pequena companhia. Foi integrada nas classes elementares do CIC que a jovem Manuela dançou no Teatro Nacional D. Maria II, Nova Chopiniana (1952 e 1953), Pappillons (Carnaval de Schumann, 1953 e 1954), Valsas românticas (Brahms, 1954 e 1955). No Asilo D. Pedro V dançou Minuete e Valsa (1954); Arabesco e A dança dos bonecos (1954). Participou nos momentos dançados das óperas Aida e Carmen em 1955 no Coliseu dos Recreios.

### Formação
Manuela Varella Cid foi bolseira do Instituto de Alta Cultura em Paris, tendo tido aulas particulares e em grupo no estúdio de Lyubov Yegorova originalmente do Teatro Imperial Russo e aulas de grupo com a Mestra Nina Tikanova que foi bailarina solista dos Ballets Russos de Nijinska e que nessa altura lecionava no Conservatório de Paris.
Regressou a Portugal e continuou a sua formação ao ingressar em 1957 no Conservatório Nacional de Lisboa onde completou o curso de Dança em julho de 1959 com média final de 19 valores numa escala de zero a vinte. No seu exame final interpretou três bailados, "Les Silfides", "Scarlatiana" e "A Morte do Cisne".  É diplomada pela mesma instituição no curso geral de Piano  e no curso de Orgão. Recebeu o prémio Eduardo Libório atribuído pelo Conservatório Nacional de Lisboa na cadeira de “História da Música”.
É professora de ballet clássico registada pela Royal Academy of Dance.

### Carreira
Foi bailarina solista do Círculo de Iniciação Coreográfica (CIC), criado pela professora Margarida de Abreu em 1944 com algumas das suas alunas que quiseram seguir o projeto da sua Mestra de divulgar o bailado clássico através de espetáculos, contribuição para o elenco de óperas e formação de intérpretes.  Atuou em espetáculos de bailado alguns deles coreografados pela Mestra Margarida de Abreu. É o caso de Um desenho, três esboços com música de Marcel Poot que foi apresentado no Teatro Nacional de São Carlos em 1956.
Em 1958 dançou Serenata em diversos palcos,  no Auditório da Tapada da Ajuda (espetáculo organizado pela Associação dos Estudantes de Agronomia); na Academia Instrução e Recreio Familiar Almadense; no Teatro Nacional de São Carlos (e também os bailados Miragem, Metamorfoses de Eva e Nocturno); no Paço dos Duques de Bragança em Guimarães (e também os bailados Miragem e Nocturno por ocasião dos Festivais de Verão). Ainda em 1958 dançou Sílfides e Grazioso nos jardins do Palácio Nacional de Queluz.
Grazioso com música de Bach e Variações para um poema com música de Beethoven foram bailados coreografados pela Mestra Margarida de Abreu e em que Manuela Varella Cid participou como bailarina em 1959 no Teatro Nacional de São Carlos. Dançou igualmente nesse ano Grazioso e Sílfides no Museu do abade de Baçal (Bragança) e no Teatro Municipal Pax Julia (Beja). Também em 1959 na "estufa fria de Lisboa" dançou os pas-de-deux do Lago dos cisnes e de Copélia e A morte do cisne na Casa do Alentejo numa apresentação organizada pelo Cenáculo Literário e Artístico Tábua Rasa.
Em 1960 Manuela Varella Cid participou no espetáculo "Bailados a Solo" que se realizou no Palácio Foz (Lisboa) e que foi organizado pela Comunidade Paroquial da Ajuda. Também nesse ano participou em diversos espetáculos de bailado que ocorreram em diversas salas de teatro de Lisboa, nomeadamente Teatro Tivoli e Teatro da Trindade e em Coimbra no Teatro Avenida, este último organizado pela Associação Académica de Coimbra.
Em 1961 Manuela Varella Cid participou no pas-de-deux Dolorosa (Pedro e Inês), como colaboração no exame final do curso de Dança do Conservatório Nacional de Lisboa do bailarino Armando da Silva Nunes. Este bailarino integrava igualmente o CIC tendo sido seu partenaire em várias outras ocasiões.
Participou na curta metragem "O Velho e a Moça" com os solos "Libélula", "Lagartixa" e "Nenúfar" dançados ao som da música orquestral do Maestro Joly Braga Santos. "O Velho e a Moça", que chegou a ser catalogado de "documentário" por ter a duração de 21 minutos, foi realizado por Herlander Peyroteo e lançado em 1961.
Integrou com 23 anos a formação inicial do Grupo Experimental de Ballet, estrutura que viria a dar origem em 1966 ao Grupo Gulbenkian de Bailado ou Ballet Gulbenkian na sua designação final. O Ballet Gulbenkian foi até 2005 uma companhia ímpar na dança em Portugal e uma referência a nível internacional.
O Grupo Experimental de Ballet estreou em maio de 1961 no Teatro de S. João no Porto. Destacam-se deste espetáculo inaugural a atuação de Manuela Varella Cid no bailado “Suite Romântica" com os bailarinos Isabel Santa Rosa, Isabel Ruth e Carlos Trincheiras, este último o seu partenaire principal desde os tempos do Círculo de Iniciação Coreográfica. Nessa temporada Manuela Varella Cid dançou também “Balada para Três” com coreografia de Norman Dixon em conjunto com  Bernardette Pessanha e Albino Morais. Seis bailados compondo dois programas foram depois apresentados em múltiplas localidades de Portugal Continental do Minho ao Alentejo incluindo diversas interpretações em Lisboa, com destaque para a época de Natal de 1961 e Ano Novo 1962 no Teatro Monumental.
Em 1965 foi criado pelo Ministério da Educação Nacional, através do Instituto de Alta Cultura, o Centro de Estudos de Bailado, do qual Manuela Varella Cid fez parte do corpo docente tendo sido também bailarina solista do mesmo Centro. O Centro de Estudos de Bailado (CEB) foi a fase embrionária da Companhia Nacional de Bailado e funcionava no Teatro Nacional de São Carlos. Manuela Varella Cid recebeu no CEB os ensinamentos da Mestra inglesa Anna Ivanova, tendo sido assistente pessoal da mesma. Anna Ivanova chegou a Lisboa vinda de Paris em Outubro de 1965 a convite do Instituto de Alta Cultura para ser mestre de bailado. Tinha estado ligada à grande companhia de Maurice Béjart, Ballet do Século XX  (Ballet du XXe siècle) e em Portugal formou uma geração de bailarinos profissionais de topo nos elencos das companhias de bailado.
Como assistente pessoal da Mestra Anna Ivanova, Manuela Varella Cid tinha a seu cargo a preparação dos exames trimestrais dos alunos do CEB, ensinando-lhes os esquemas idealizados por Ivanova para as provas a realizar que eram apreciadas e classificadas por um júri superior.
No ano de 1966 ocorreu no Instituto Britânico uma conferência proferida pela Mestra Anna Ivanova tendo como tema "Breve história do bailado- ilustração de passos através dos séculos",  que incluiu o pas-de-deux das Sílfides que Manuela Varella Cid interpretou acompanhada por Patrick Hurde, então solista do Grupo Gulbenkian de Bailado. No mesmo ano para comemorar a inauguração da ponte sobre o rio Tejo a Câmara Municipal de Lisboa organizou um espetáculo em que Manuela Varella Cid participou com o seu solo Morte do cisne. Ainda em 1966 houve mais uma apresentação do bailado Ab initio no Teatro Nacional de São Carlos.
Uma conferência proferida pelo orador Tomás Ribas em 1968 teve lugar na sala de alunos da Faculdade de Direito da Universidade de Lisboa, tendo nela Manuela Varella Cid participado como bailarina de Sílfides. Dançou o solo da ópera "Os contos de Hoffmann" em pontas em cima de uma mesa, espetáculo apresentado no Teatro Nacional de São Carlos e no Coliseu dos recreios no ano de 1969.
Interpretou ainda no Teatro Nacional de São Carlos os seguintes bailados: Ab initio em 1959 e em 1966; Morte do cisne em 1964; D. Duardos e Flérida em 1970 e Romeu e Julieta em 1971. Neste último bailado os solistas Fernando Mateus e Manuela Varella Cid interpretaram o par romântico da peça de Shakespeare seguindo uma parceria que se tinha iniciado no CIC.
No ano de 1971 ocorreu em Leiria uma homenagem ao poeta Américo Cortez Pinto em que os seus poemas Balada sossegada e branca, Aquário e Beleza foram declamados por Germana Tânger tendo as palavras sido ilustradas por passos de dança de Manuela Varella Cid.
Foi em junho de 1973 que Manuela Varella Cid se estreou como coreógrafa do bailado "O Vôo do Moscardo", onde foi também bailarina. O bailado fez parte do espetáculo anual "Bailado em Acção" no Teatro Nacional de São Carlos. Foi considerada nessa altura uma das mais talentosas bailarinas clássicas portuguesas.
"Dançar é prolongar a magia da infância e a idade dos sonhos, até ao fim do meu caminho." 
Manuela Varella Cid foi coreógrafa e coordenadora da Escola de Bailado Clássico Espanhol Célia Neves onde realizou vários espetáculos de "Sevilhanas". Começou a ensinar ballet na Igreja de São João de Deus com 17 anos e desde então foi professora na instituição Sporting Clube de Portugal, no Colégio Moderno, no Externato São Vicente de Paulo e em diversos colégios de Lisboa. Aos 73 anos de idade continuava a dar oito horas de aulas de ballet por dia em três colégios de Lisboa. Continua a lecionar ballet no seu estúdio particular e em mais dois colégios de Lisboa. 
"O organismo é como um automóvel. Se parar enferruja. Uma professora de bailado na verdadeira acepção da palavra, nunca se reforma"
"Dos benefícios que todo o exercício físico bem praticado traz ao corpo, o bailado clássico é sem dúvida um dos mais completos pela diversidade das vantagens que transmite. Calma, bom equilíbrio, treino da concentração através da disciplina do movimento, estudo de uma boa postura e como valiosa terapia confirmada pelas curas que efectuei na minha já longa docência, a que acrescento a consoladora experiência de, por vezes, ter podido transformar "patinhos feios em cisnes"

## Obra Coreográfica

### Orações em Movimento
Manuela Varella Cid criou um novo estilo gestual a que denominou “Orações em Movimento”. Nas suas próprias palavras:
"... se nós louvamos Deus na poesia, na música e no canto, porque não usar as mãos como movimento de pureza e louvor?"
"Missa de Glória" com música de Puccini foi um bailado interpretado no Serão de Arte do Congresso da Família do Patriarcado de Lisboa  realizado na Reitoria da Cidade Universitária de Lisboa com a presença do Cardeal Dom António Ribeiro a 5 de maio de 1985.
O estilo "Orações em Movimento" deu origem a diversas coreografias interpretadas pelas bailarinas do grupo "Para Além do Movimento" e registadas na Sociedade Portuguesa de Autores tais como:
- Moldai-me Senhora à Vossa imagem e semelhança;[nota 2]
- Por Timor;[nota 3]
- Oração do mar a Portugal[nota 4]
- Grande Jubileu do ano 2000.[nota 5]

O Bailado "Por Timor" foi apresentado ao ar livre em frente ao Palácio Nacional de Mafra no dia 3 de julho de 1999. Numa altura conturbada em que o povo de Timor-Leste lutava pela sua auto-determinação, um grupo de 40 bailarinas interpretou uma oração em movimento ao som do Requiem de Wolfgang Amadeus Mozart num espetáculo realizado, dirigido, coreografado por Manuela Varella Cid que também foi responsável pelos figurinos. Também dançou neste espetáculo salientando-se a interpretação do oitavo andamento "Lacrymosa", uma cena dançada apenas com as alunas mais novas.
"Que outro local expressaria melhor o abismo que existe entre a força de Deus e a fraqueza dos Homens? Ao sentir que a Basílica de Mafra, na sua grandiosidade esmagadora, contrastaria sobrenaturalmente com a frágil figura humana que se diluí perante ela, surgiu-me a ideia de - num local onde se elevam e cruzam preces de todo o mundo- dar vida a um bailado que, dedicado a Timor, fosse o símbolo de tantos outros sofrimentos actuais. Para eles também vão os nossos movimentos, dirigidos a um Céu aberto sem limites ..."
Oração do mar a Portugal com música Je-Deum do compositor Hector Berlioz foi um bailado apresentado pela primeira vez no Convento de Santos-o-Novo no dia 25 de abril de 1998. Foi também dançado no anfiteatro 1 da Faculdade de Letras da Universidade de Lisboa como parte da conferência "A História Natural nas Narrativas de Viagem" proferida pelo Prof. Doutor Fernando Cristovão no dia 3 de dezembro de 1998. No ano 2000 foi apresentada a Oração em Movimento, Oração do Mar a Portugal , por mais duas ocasiões, a primeira no auditório da Casa de Cultura Jaime Lobo e Silva na Ericeira a 25 de março e a segunda um mês depois na Biblioteca do Palácio Nacional de Mafra.
O "Grande Jubileu do ano 2000" foi apresentado frente à Basílica do Palácio Nacional de Mafra no dia 1 de julho do ano 2000 com música de Haendel, Mozart e Puccini. As suas alunas e a própria Manuela Varella Cid protagonizaram um espetáculo de luz e som, abrilhantado pelos carrilhões de Mafra tocados pelo carrilhonista Abel Chaves, para comemorar os dois milénios do nascimento de Jesus Cristo.
"Como estilização de uma técnica clássica institucionalizada comecei a criar, desde os princípios da década de 80, uma forma de dança que intitulei na generalidade de "Oração em Movimento". Nestes bailados a ligação dos vários port de bras conjuga-se entre si para alcançar um objectivo comum cuja finalidade é, pelo seu alongamento, uma prece sempre dirigida ao Além. Assim, enquadradas hoje na incomparável magnificência da Basílica de Mafra, rezemos dançando para que, com Nova Esperança, se renove um Velho Mundo pelo nascimento do Menino Deus!" 
Na igreja Paroquial de Santa Maria em Vila Nova de Santo André, alunas de Manuela Varella Cid expressaram com movimentos de expressão corporal o Kyrie, Agnus Dei e Ave Maria na missa dominical das 11:30 horas. Foi uma das ocasiões em que a dança entrou em capelas e igrejas através das "Orações em Movimento".
Coreografou outros bailados também interpretados pelo grupo de suas alunas  "Para Além do Movimento”, igualmente registados como sua propriedade intelectual.

### Outras coreografias relevantes
Manuela Varella Cid criou dezenas de coreografias para músicas diversificadas que incluem peças de música erudita mas também tangos e música clássica espanhola, bandas sonoras de filmes, música pop, fados e música popular portuguesa.

De entre as coreografias de música clássica espanhola destacam-se as das obras Tango de Isaac Albéniz e Concerto de Aranjuez de Joaquín Rodrigo.
"Coreografar é tentar atingir, "Para Além do Movimento" criado, o superior e inatingível poder do Espírito."
- Dança das flores (17/10/1987, estúdios da RTP)[33]
- Dança das bonecas (14/11/1987, estúdios da RTP)[34]
- Crisálida (12/12/1987, estúdios da RTP)[35]
- Dança dos pássaros (24/12/1987, estúdios da RTP)[36]

- Coreografias da série "Tarde em ...
  - Tarde no parque (10/11/1984, Teatro Municipal de São Luíz)
  - Tarde na praia (02/07/1988,  Teatro da Trindade)
  - Tarde no recreio (27/05/1990, Teatro Municipal D. Luíz)
  - Tarde de piquenique (21/06/1992, Cinema Tivoli)
  - Tarde em Lisboa (10/01/1998, Teatro Municipal Maria Matos)
  - Tarde nos saldos (09/06/2007, Fórum Lisboa)
  - Tarde na aula de ballet, Divertissement (09/06/2007 e 21/06/2009, Fórum Lisboa)
  - Tarde na escola (16/06/2013, Auditório do Centro Cultural Padre Carlos Alberto Guimarães)
- In memoriam com música de Manuel de Falla, um bailado de homenagem a Célia Neves (10/01/1998, Teatro Maria Matos)
- Misa tango com música de Luís Bacalov (18/01/2003, Fórum Lisboa e 01/06/2005, Centro Cultural Franciscano)
- Vamos a bailar com música de Gipsy Kings (19/07/2003, zona ribeirinha de Alhandra)
- Nas asas do sonho com música da banda sonora do filme Moulin Rouge  (19/07/2003, zona ribeirinha de Alhandra)
- People are strange com música de The Doors  (19/07/2003, zona ribeirinha de Alhandra)
- Religare, O Livro, Religiões, História, Textos e Tradições (29/05/2006, Palácio Foz)
- Os caminhos dos Céus (16/12/2006, auditório da Escola Secundária de Camões e 02/12/2008, auditório do museu do Oriente[37])
- Testamento na missa de corpo presente do funeral de Raúl Indipwo (06/06/2006, Basílica da Estrela)
- Carmen com música de Georges Bizet (09/06/2007, Fórum Lisboa)
- Bailado das ondas com música de Wagner (16/05/2009, Palácio Nacional de Mafra)[38]
- O capuchinho e o lobo- nova história com música de Johann Strauss (17/04/2010, Museu da Cidade de Lisboa)[39]
- Arateia no lançamento do livro "Teias de Luz" da Editorial Minerva (10/06/2011, Auditório Carlos Paredes)[40]
- Louvor à dança (16/06/2013, Auditório do Centro Cultural Padre Carlos Alberto Guimarães)
- Viene Sur Mar (29/06/2014, Auditório do Centro Cultural Padre Carlos Alberto Guimarães)
- Fados (04/06/2017, Auditório do Centro Cultural Padre Carlos Alberto Guimarães)
- Ser poeta de Florbela Espanca (Teatro à Beira da Estrada, Teatro Municipal de São Luíz, Estúdio do Teatro Nacional D. Maria II, Teatro Garcia de Resende, Teatros de Vila Viçosa e de Borba)